# 大埔田村
大埔田村，（Tai Po Tin Chuen），是香港一個新界粉嶺小村落，位於恐龍坑與坪輋之間，坪輋路入，居民自建丁屋。大埔田村由打鼓嶺鄉事委員會管轄。

## 歷史

### 姓氏
彭氏

## 事件
2010年4月，香港警方尋人期間，在坪輋大埔田村搜出372公斤共值3億毒品可卡因。

## 外部參考
1. ↑  . 雅虎香港.   [2010-04-29] （中文（繁體））.[永久]
2. ↑  . 香港地方.   [2010-04-29]. （原始内容存档于2020-01-10） （中文（繁體））.